# Punção aspirativa por agulha fina

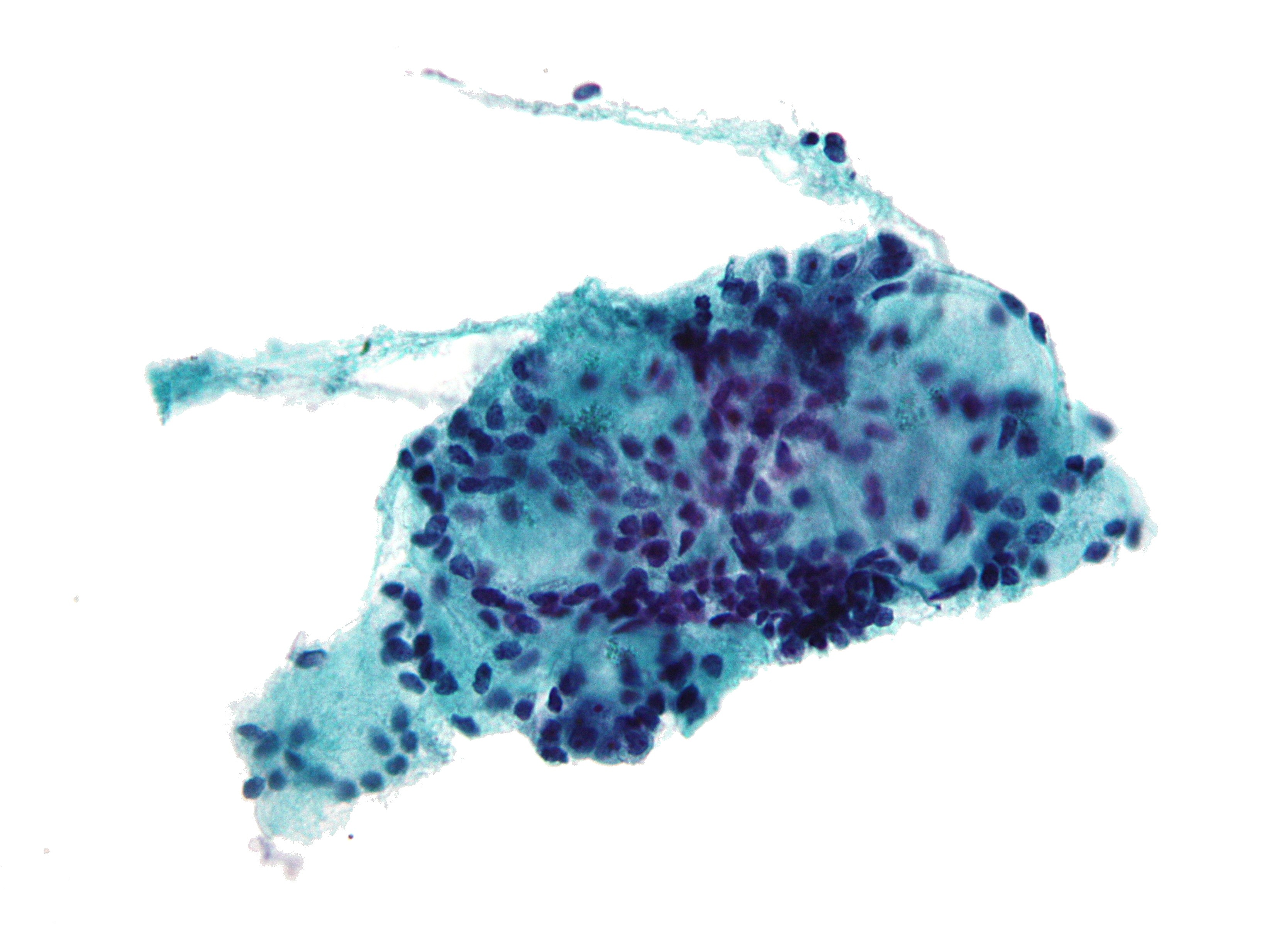
Micrografia de uma amostra por punção aspirativa por agulha fina de glândula salivar mostrando carcinoma adenóide cístico. Coloração de Papanicolau.

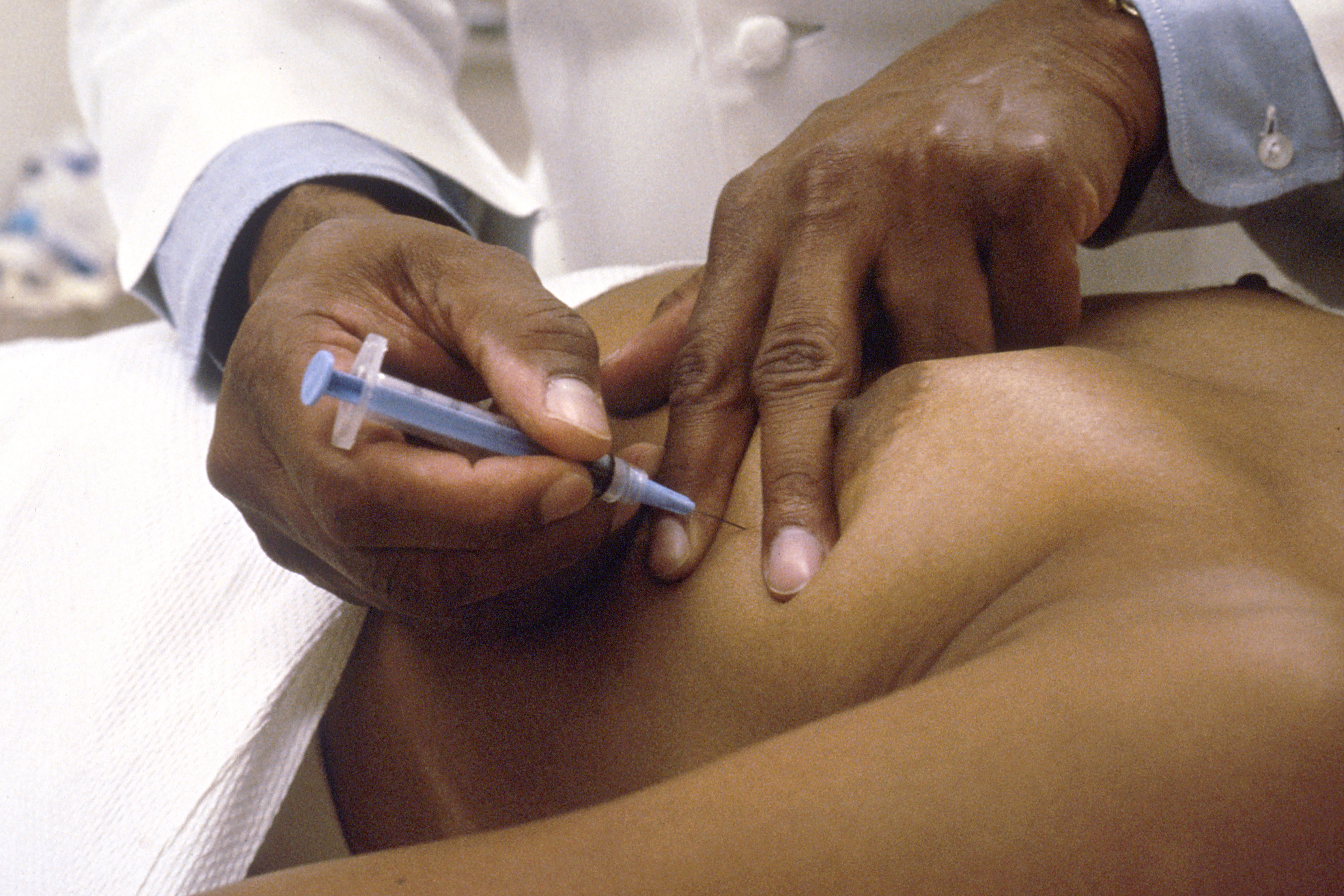
Médico realizando uma PAAF para determinar a natureza de um nódulo no tecido mamário.

Punção aspirativa por agulha fina (PAAF) é um procedimento médico direcionado à investigação de pacientes com massas. A técnica consiste na retirada de pequena porção de tecido por aspiração através de uma agulha fina e posterior coloração e análise microscópica. Biópsias por punção aspirativa de agulha fina são procedimentos cirúrgicos seguros, muitas vezes evitando biópsias cirúrgicas maiores (excicionais ou abertas).

## PAAF de tireóide
A punção aspirativa com agulha fina é considerada o método diagnóstico inicial na avaliação da doença nodular da tireóide, tendo grande aceitação pela facilidade de execução e melhor relação custo-benefício para o diagnóstico e a seleção de pacientes para cirurgia. O sucesso do método depende da experiência do patologista e da habilidade técnica na obtenção de amostras adequadas. Na presença de um diagnóstico negativo para neoplasia, permite observar o paciente clinicamente, reduzindo a necessidade de cirurgia em mais de 50%. Nos casos suspeitos ou positivos para neoplasia, seleciona os pacientes para cirurgia, dobrando o número de carcinomas operados e reduzindo os custos em mais de 25%.

## História
A primeira descrição de retirada de células de tumorações para exame patológico microscópico através de agulhas foi realizada por Kun em 1847. Entretanto, sua prática foi pouco utilizada até as décadas de 40 e 50, especialmente pelos altos índices de complicações descritas, relacionadas ao diâmetro exagerado das agulhas utilizadas na época. A partir de 1950, após ser descrita por um grupo escandinavo, a técnica, hoje considerada clássica, passou a ser mundialmente adotada para investigação de lesões expansivas cervicais.

## Indicações
A PAAF é indicada para avaliação de massa palpável ou visualizada por imagem. As indicações de PAAF em lesões cervicais já foram mais restritas, mas hoje, grande parte dos autores defende sua prática em todo e qualquer paciente portador de uma tumoração cervical dita "indefinida", ou seja, em que não se pode ter confiança absoluta no diagnóstico clínico.
Linfonodos clinicamente insignificantes, assimetrias e anormalidades menores não são indicações para PAAF.
A PAAF não é um método de screening e sim uma ferramenta diagnóstica, tal como uma biópsia cirúrgica, sendo muitas vezes utilizada antes dessa.
Quando se trata de uma massa palpável, a biópsia é geralmente realizada por um citopatologista ou cirurgião. Nesse caso, o procedimento é usualmente rápido e simples. Pode também ser realizada por um radiologista intervencionista, um médico com treinamento na realização de tais biópsias guiadas por raio-x ou ultrassom. Nesses casos, o procedimento pode requerer uma preparação mais extensa e levar mais tempo para ser realizado.

## Contra-indicações
Massas superficiais: não há contra-indicações absolutas, mesmo com anti-coagulantes;
Massas profundas: coagulopatias, terapia anti-coagulante
- Pulmão: com enfisema e hipertensão arterial pulmonar, risco de pneumotórax
- Feocromocitoma: crise hipertensiva
- Tumores do seio carotídeo: hemorragia
- Lesões altamente vasculares
- Cisticercose: anafilaxia por liberação de antígenos

## Complicações
Os índices de complicações são muito baixos, da ordem de menos de 1% em algumas séries. A PAAF vem sendo realizada com grande sucesso inclusive na população pediátrica.